# Atopsyche siolii
Atopsyche siolii är en nattsländeart som beskrevs av Oliver S. Flint Jr. 1971. Atopsyche siolii ingår i släktet Atopsyche och familjen Hydrobiosidae. Inga underarter finns listade i Catalogue of Life.

## Bildgalleri

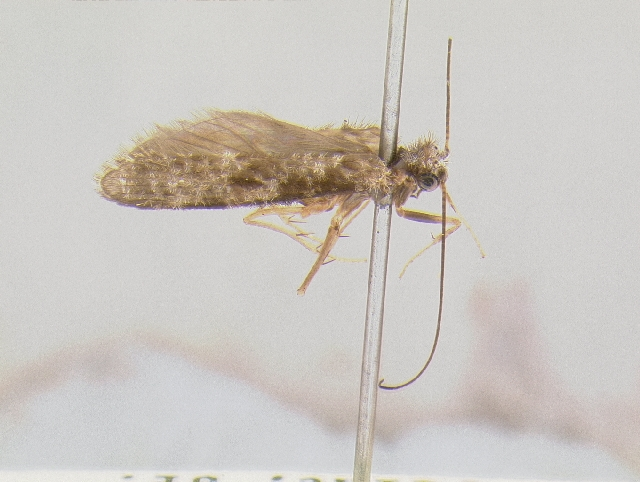